# 요교구미 사건
요교구미 사건(일본어: 用行組事件 ようぎょうぐみじけん[*])은 에도 시대에 나가사키에서 벌어진 사건이다.
요교구미는 나가사키 부교의 마츠라 노부마사가 나가사키 무역의 개혁을 위해 발탁한 지역인들로, 이들의 비리가 호레키 3년 (1753년)에 발각된 것이 발단이 돼, 마츠라 노부마사도 처벌받았다. 처벌받은 지게 관리와 그 죄상에 대해서는 『범과장(犯科帳)』과 『오시오키레이루이슈(御仕置伺集)』의 「村山庄右（左）衛門諸向勘定不埒一件」에 기재되어 있다.
하지만, "요교구미(用行組)라는 명칭은 『나가사키 약사(長崎略史)』 (카나이 토시유키 편)에만 기록되어 있고, 다른 문헌에는 나오지 않는다. 『오시오키레이루이슈』에서는, 마츠라 노부마사는 이 사건으로 처벌받은 무라야마 쇼자에몬을 "장사방회소 토리시마리"에 임명했다고 되어있으며, 역사학자 스즈키 야스코는 이 "장사방회소"가 "나가사키 약사"에 쓰여진 "요교구미"를 가리키는 것으로 생각하고 있다.

## 마츠라 노부마사의 나가사키 지배
간엔 원년 (1748년) 6월 20일, 당시 칸죠부교였던 마츠라는 나가사키 봉행 겸임이 되었다. 그리고, 나가사키에 파견되었을 때, 나가사키 지배의 개혁을 위해 지게닌을 발탁하고, 이와하라에 있던 나가사키 메츠케 저택에 머물게 한 칸죠쇼 관리와 함께 개혁안을 기획해 그것을 실행해 나갔다.
나가사이에서는 반가타(番方)가 나가사키 부교의 직접 지배, 기타 마치카타(町方)・란카타(蘭方)・토카타(唐方)・나가사키 회소의 지배는 기본적으로 마치도시요리가 행하고, 그것을 나가사키 부교가 감시・통치하는 형식이었다. 이에 대해 마츠라는 마치도시요리를 나가사키 회소의 책임자로서 회소에서 여러 일을 처리할 것을 명하고, 종래의 마치도시요리의 재량에 맡겼던 일은 나가사키 회소 관리에게 처리하도록 했다.
장사방회소 (요교구미)에서는, 나가사키 회소 메츠케 무라야마 쇼자에몬이 총괄담당으로, 같은 관직의 견습인 모리 야지로가 나가사키 회소를 실무상 관리했다. 데지마 오토나・시마타니 마타지로는 네덜란드 무역과 여러 마치 오토나나 나가사키 지게닌에 대한 감시・정보 제공을 맡았으며, 입찰 상인・하쿠이 쵸베에는 당선 무역・상품의 가격 조정 등을 실시했다. 그리고 이와하라 저택에 체재한 칸죠쇼 관리가 그들 요교구미 사람들을 지배하고 직접 지시를 내리고 있었다.
간엔 2년 (1749년)에, 당선의 무역허가 수를 연간 15척으로 하고, 각 배끼리 무역액을 융통하는 것을 금지하고 (「華蛮交易明細記」), 최근에는 수입품의 질이 떨어지고 있으므로, 더욱 장사가 될 만한 물건을 운반해 오라고 명한다. 나가사키 쵸닌에게도 당인과 거래하기 쉬훈 품목을 가져오도록 요청해, 개소은ㆍ카마도가네 (쵸닌에 대한 배분금)을 감액했다.
마츠라는 호레키 2년 (1752년) 2월 15일에 나가사키 부교를 퇴임해, 칸죠부교 전임이 된다. 그러나 그 후에도 나가사키의 모든 일에 대해 신임 나가사키 부교와 함께 협의하여 종래와 같이 처리해 나가라는 명령을 받았다.
나가사키 지배를 개역한 마츠라가 계속 칸죠부교인 채, 나가사키 지배에 종사하게 된 것은, 이제까지 나가사키 부교가 일원적으로 맡고 있던 체제에서 행정 일반은 나가사키 부교로, 나가사키 회소에 의한 나가사키 무역 관리는 칸죠쇼에 의한 직접적인 지배로 바꾸는 "이중지배"로 해나가는 것이었다고 스즈키 야스코는 생각하고 있다. 하지만, 요교구미의 사람들은, 칸죠쇼 및 그 위에 있는 마츠라 노부마사와 유착하여 종래 같으면 나가사키 부교나 나가사키 마치토시요리를 통해 행해진 일을 자신들끼리 진행하게 되었고, 그 때문에 요교구미와 지게닌들 사이에 알력이 생겨났다.

## 사건 발각과 마츠라 노부마사의 실각
경리 상의 부정이나 기타 불법 행위가 발각된 것으로, 마츠라는 관직에서 파직되었고, 폐문을 선고받은 것은 호레키 3년 (1753년) 2월 23일이었다. 어역 어면・폐문의 이유는, 「유영일차기(柳営日次記)」나 『통항일람(通航一覧)』이나 『간세이 중수제가보』에 의한 바로는,
1. 풍작이 되면 갚는 대금환 상인의 상납은 미진에 대한 사검을 게을리한 것
2. 나가사키 행정에서 단속되지 않았음에도 불구하고, 허위보고를 한 것

라 쓰여있다. 요교구미의 주벙 문제는, 상기의 상납은 체납 문제의 수색・문초를 통해서 발각되었다.

### 상납은 연체
『범과장』이나 『오시오키레이루이슈』에 의하면, 상납은을 연체한 것은 나가사키 후쿠로마치에 거주하는 외환상인 마츠다 킨베에로, 호레키 3년 (1753년) 3월 15일에 나가사키에서 족쇄를 차고, 마치에 맡겨졌다. 킨베에는 수년 내「豊後肥後肥前御年貢米江戸上納銀為替」의 도급을 받고 있었지만, 그 상납은을 다른 장사에 전용하고, 게다가 그것으로 손실을 내, 상납은을 연체하게 되었다.
킨베에는, 호레키 원년 (1751년) 6월, 나가사키 체류 중인 칸쵸구미가시라 하야카와 쵸지로에게, 8월과 이듬해 3월에는 나가카시 회소 문초 담당 견습 모리 야지로로부터 상납은에 대해 심문을 받았다. 하지만, 연체 사실은 언급하지 않아 그대로 두었더니, 호레키 3년 시점에서는 연체 금액이 1300관이 되었다.
연체가 발각되었을 때, 킨베에는 상납은 건에 대해서는 마츠다 젠조라는 자에게 모두 위임하고 있어, 그 자체도 괘씸하지만, 사욕에 의한 것은 아니라고 간주되었다. 킨베에는 압류 처분에, 마츠다 젠조는 경추방이 되었다. 또, 미납분을 전액 상환하라는 명령을 받은 킨베에는, 제출한 마치야시키 면권의 은고로 일부를 보충하고, 나머지는 호레키 5년 (1755년)에서 5년부로 상납하게 되었다.
그리고 킨베에를 조사한 하야카와 쇼지로는 모리 야지로가 킨베에의 하대의 문내와 이베에로부터 뇌물 (선물)을 받아, 상납은 연체에 대해 불문에 부치도록 부탁받은 것도 발각되었다.

### 요교구미의 적발
『나가사키 약사(長崎略史)』에서는 "요진구미 당을 벌한다(用行組の党を罰す)"라는 기사가 있다. 그곳에는 요교구미라고 칭하는 회소를 창설한 나가사키 회소 메츠케 무라야마 마사자에몬과 請払役 모리 야지로가, 마츠라 노부마사의 지시를 받아 관청처럼 나가사키 시정 전반을 관장하고 있었다. 하지만, 마츠라의 실각에 의해 회소는 폐쇄, 무라야마와 모리는 이키노시마에 유배되었고, 시마타니 마타지로 등은 추방・파직・은거에 처했다고 기록되어있다. 다만, 『나가사키 약사』의 기술에는 성명 오기나 다른 사건과 혼동하고 있는 부분도 많다.
요교구미의 사람들이 부교쇼로부터 혐의를 받은 것은 마츠다 킨베에가 마치에 맡겨진 후의 일로, 문초를 위해 "마치아즈카리(町預)" 처분이 된 것은 『오시오키레이루이슈』에 의하면
1. 나가사키 회소 전방 회소 메츠케[18]・무라야마 쇼자에몬 - 8월 13일
2. 동 문초역 견습・모리 야지로 - 5월 27일
3. 데지마 오토나・시마타니 마타지로 - 4월 11일
4. 입찰상인・하쿠이 쵸베에 - 5월 18일
5. 무라야마 쇼조 - 9월 13일

라 되어있다.
또한 각자의 처벌은, 
- 나가사키 회소 메츠케역 무라야마 쇼(자)에몬

豊後天草御米代銀為替商人의 상납은 체납을 간과한것, 계산서를 조작한 것, 계산서 제출을 위해 에도에 갔을 때, 거기에 장기 체재했다는 것을 나가사키에 알리지 않은 것. 체재비가 부족했기 때문에, 마츠라 노부마사에게 졸라서 인삼 가게에서 돈을 받아 배분은을 별도로 누린 것. 그것들을 에도에 재부하고 있는 나가사키 부교에게도 나가사키 재직 중의 부교에게도 보고 하지 않은 것.
- 나가사키 회소 문초역 견습 모리 야지로

豊後天草御米代銀為替商人의 상납은 체납을 간과하고, 장부를 개찬한 것. 장사은의 불납을 간과한 것. 네덜란드 무역에 관해 소홀한 처리를 한 것. 본래 나가사키 부교에 보고해야할 일을 칸죠가타로 몰래 찾아가 멋대로 꾸민 것. 지게닌들의 신청을 마음대로 처리하고, 거기에 승복하지 않은 자를 탄압한 것. 무라야마와 마찬가지로 배분은을 별도로 받은 것.
- 전 데지마 오토나 시마타니 마타지로

나카사키 부교에 무단으로 네덜란드 선박의 배웅이라 칭하며 근국에 간 것과, 배안에서 모든 일에 소홀한 조치가 있었던 것. 마치 지게닌이 곤란한 일을 보고하고, 부교한 일이나 지게 관리의 소문 등에 허위 보고한 것. 오토나 동료로 독자적인 집단을 결성하여 여러 가지 일을 꾸민 것. 신임 나가사키 부교가 마을을 순찰했을 때 오토나로서의 역할을 다하지 않고 제멋대로 행동한 것.
- 나가사키 입찰상인 하쿠이 쵸베에

당인들과 공모하여, 통사를 통하지 않고 직접 교섭한 것. 몰래 무라야마 무리에게 흥정하여 은 70관을 받은 것. 원래는 나가사키 재직부교에게 부탁하는 것이 관례임에도 불구하고, 무라야마를 통해 마츠라 노부마사로부터 은 100관을 받을 예정이었던 것. 입찰 짐값은 내지 않고 숙로수표로도 주지 않고 짐을 몰래 팔아 치운 것.
이었다. 호레키 4년 (1754년) 2월에 내려진 판결은 다음과 같다.
- 무라야마 쇼자에몬, 모리 야지로, 하쿠이 쵸베에 - 유배
- 시마타니 마타지로 - 중추방

## 사건 후
마츠라 노부마사는 폐문 처분을 받은 약 반년 후인 8월 4일에 사면받았다. 무라야마・모리・하쿠이는 유배지에서 사망, 시마타니는 실종되었다. 무라야마 쇼조는 메이와 2년 (1765년)에 사면으로 나가사키 추방죄를 사면받았다.
호레키 3년 (1753년) 6월, 막부는 나가사키에 밀무역 금지에 관한 게시판을 내걸었다. 같은 해 9월에는 관리의 부정이 있었을 때나 소송을 제기해도, 관리가 시비를 게을리 할 경우에는 공개적으로 고소하기 어려운 밀무역 등에 대해 막부에 직소할 수 있도록 부교쇼 문 앞에 건의함이 격월로 설치되었다. 건의ㅏㅁ에 투함된 서장은 봉인된 채 에도에 보내졌다.
「長崎町年寄発端由緒書」에는, 나가사키의 마치토시요리의 발단・유서나, 호레키 3년 (1753년)까지의 내력이 기록되어 있다. 이 유서는 호레키 3년 말경에서 4년경에 성립한 것으로 생각되는데, 이는 마츠라 노부마사와 그에 협력한 요교구미에 의해 마치토시요리가 권한을 크게 침해당한 후의 시기에 해당한다. 마츠라와 요교구미가 실각하고 권한이 돌아온 것으로 보아, 마치토시요리는 자신들의 나가사키 지배의 정당성을 과거로 거슬러 올라가 재확인하고, 그것을 나가사키 지게닌이나 부교에 나타내기 위해 작성한 것이라고 스즈키 야스코는 생각하고 있다.

## 참고문헌
- 키무라 나오키 저 『長崎奉行の歴史 苦悩する官僚エリート』 카도카와 선고 ISBN 978-4-04-703574-4
- 스즈키 야스코 저 『長崎奉行の研究』 시분카쿠 출판 ISBN 978-4-7842-1339-9
- 토야마 미키오 저 『長崎奉行 江戸幕府の耳と目』 츄오공론사 1988.12 ISBN 4-12-100905-3
- 혼다 사다카츠 저 『長崎奉行物語 サムライ官僚群像を捜す旅』 유우잔카쿠 ISBN 978-4-639-02346-3
- 『新訂 寛政重修諸家譜』第八 주식회사 속군서류종완성회